# Lev Gutman
Lev Gutman (russisch Лев Пинхусович Гутман / Lew Pinchussowitsch Gutman; hebräisch לב גוטמן; * 26. September 1945 in Riga, Lettische SSR, Sowjetunion) ist ein ehemals sowjetischer, dann israelischer, jetzt deutscher Großmeister im Schach und Eröffnungstheoretiker sowjetisch-jüdischer  Herkunft.

## Leben

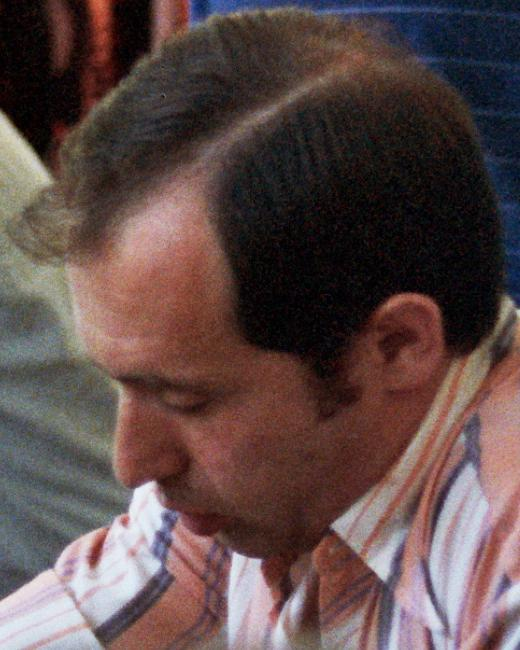
Lev Gutman in Linz 1982

Lev Gutman gewann 1972 die Einzelmeisterschaft der Lettischen SSR. Die FIDE verlieh ihm 1986 den Titel eines Schachgroßmeisters.
Im Jahr 1980 emigrierte er aus der UdSSR nach Israel und spielte bei den Schacholympiaden 1982 in Luzern und 1984 in Thessaloniki für die israelische Mannschaft jeweils am dritten Brett.
Er ist Teilnehmer zahlreicher Open-Turniere, wie 1982 beim 2. Internationalen Schachturnier in Linz (Österreich). Beim American Summer 1983 mit 270 Spielern, wurde er Zweiter bis Vierter hinter Vlastimil Hort. 1986 war er zusammen mit Viktor Kortschnoi (Sieger nach Feinwertung), Nigel Short und James Plaskett Co-Sieger im bedeutenden offenen Turnier von Lugano, wodurch er sich seine letzte Norm für den Großmeistertitel erspielte. 1987 war Lev Gutman Alleinsieger im traditionellen Open von Biel. Gutman spielte häufig beim Schachfestival Bad Wörishofen und belegte in den Jahren 1994, 1998 und 2000 jeweils den dritten Platz.
Von 1990 bis 1993 wurde er viermal in Folge Deutscher Schnellschachmeister.
Gutman tat sich auch als Buchautor hervor, vor allem auf dem Gebiet der Eröffnungstheorie im Selbstverlag. Er war der letzte Herausgeber des eingestellten Periodikums Das Schach-Archiv, das Schacheröffnungen behandelte.
Der SV Lingen veranstaltete im September 2015 anlässlich Gutmans 70. Geburtstages ein Großmeisterturnier. Turniersieger wurde der griechische Großmeister Stelios Halkias mit 6 Punkten aus 9 Partien, Gutman selbst erreichte mit 3,5 Punkten den achten Platz.
| Die zur Anzeige dieser Grafik verwendete Erweiterung wurde dauerhaft deaktiviert. Wir arbeiten aktuell daran, diese und weitere betroffene Grafiken auf ein neues Format umzustellen. (Mehr dazu) |

## Schachvereine
Gutman lebt in Deutschland und spielte für den Schachklub SC Melle 03 (Niedersachsen), danach für den SV Lingen. In der 1. Bundesliga spielte Gutman in der Saison 1983/84 für die SG Enger-Spenge, von 1984 bis 1988 für den SV 03/25 Koblenz, von 1990 bis 1992 für die FTG Frankfurt und in der Saison 2019/20 für den SV Lingen. In der österreichischen Bundesliga spielte Gutman in der Saison 2015/16 für den SV Jacques Lemans St. Veit. Er spielte auch in der belgischen und in der französischen Mannschaftsmeisterschaft, am European Club Cup nahm er 1995 mit Hapoel Rischon LeZion teil.

## Werke (Auswahl)
- Modernes Spanisch. Rau, 1986, ISBN 3-7919-0254-7.
- Budapest Fajarowicz. Batsford, 2004, ISBN 0-7134-8708-9.

## Im Eigenverlag
- Gewinnen mit Schottisch, 1992
- 4. d4 im Vierspringerspiel, 1993
- 4. … Dh4 in der Schottischen Partie, 1999
- Gewinnen mit dem Fajarowicz/Richter-Gambit, 2005